# سلی، ادلب
سلی (به عربی: سلی) یک روستا در سوریه است که در ناحیه مرکزی جسر الشغور واقع شده‌است. سلی ۱٬۵۱۶ نفر جمعیت دارد.